# 阿都哈密·峇多尔
丹斯里阿都哈密·峇多尔（1958年8月7日—），前马来西亚皇家警察成员。他曾任武吉安曼警察总部的政治部警员，之后陆续担任几个州警区的政治部主任。2009年至2015年担任武吉安曼政治部副总监。2015年8月18日，阿都哈密因参与了一个马来西亚发展有限公司丑闻（1MDB）的调查被免职，改为调任至首相署工作，后他也因不满这项调职而在2016年宣布提前退休，并在之后成为国阵政府的批评者。
2018年马来西亚大选后，阿都哈密受到新任首相马哈迪·莫哈末的亲自邀请，于同年5月回归警队。2018年5月至2019年3月担任武吉安曼警察总部的政治部总监。2019年5月至2021年5月，他受委担任马来西亚第12任全国总警长（IGP）。退休后专注于农业生活。

## 生平
阿都哈密于1958年8月7日在吉隆坡出世，父母的家乡位于森美兰州林茂县，父亲是一名巫裔警员，母亲则是一名华裔家庭主妇。他家總共有9名兄弟姐妹，一家人住在警察宿舍里。由于父亲工作关系，阿都哈密一家经常搬迁，而他也受父亲影响，立志希望加入马来西亚皇家警队。

### 学业生涯
由于父亲的工作关系，阿都哈密不得不于1965年从雪兰莪万挠的雪兰莪国民小学开始转学，然后从1966年至1970年开始在彭亨州的而连突国民小学继续就读二年级；1971年至1976年，就读彭亨州文冬苏莱曼中学； 1977年，就读森美兰淡边县东姑勿刹中学。
2000年于2001年，阿都哈密就读马来西亚国立大学（UKM），毕业后获得了警务科学学位。2008年，他获得英國志奮領獎學金（Chevening Scholarship），还作为志向进修生前往英国伯明翰大学深造。

## 职业生涯
阿都哈密在完成学业后，于1977年至1979年在吉隆坡一家酒店担任服务员和接待员。1979年11月4日，他加入马来西亚皇家警察成为见习警长。1980年至1996年，他调往武吉安曼警察总部的政治部任职。之后担任鹅唛警区的政治部主任。两年后，阿都哈密升任鹅唛警区副主任。2001年获得警务科学学位后，阿都哈密被调回武吉安曼警察总部的政治部。2005年至2008年，阿都哈密先后在吉兰丹和沙巴警察总部担任政治部主任。2009年，阿都哈密调回武吉安曼警察总部，升任政治部副总监。

### 一马公司丑闻的调查
2015年8月18日，阿都哈密因参与了一个马来西亚发展有限公司丑闻（1MDB）的调查被免职，改为调任至首相署工作。阿都哈密对此抗议说，他因坚持调查一马公司丑闻而被撤离服务了37年的警队，因此拒绝了这项任命，并在之后成为国阵政府的批评者。
8月22日，阿都哈密在哥打白沙罗举行的新闻发布会上对媒体表示，指有一股隐形力量阻止他们的调查工作，并宣称有一个名为「汉都亚党」的神秘组织，试图以各种手法掩盖一马公司案的内幕，引起争议，因当时警队高层不太赞成他公布调查资讯。他指出，在接到调动命令的两个星期前，他被指示到武吉阿曼与新任命的副首相阿末扎希会面，后者给了他两个选择调职的地方，即国家安全委员会和首相署。阿都哈密对此表示感到震惊，他向总警长哈立德·巴卡尔进行了讨论，他希望可以被保留在警队内。随后在8月17日，他收到一份调动令，让他领导一个新成立的监督安全及跨国部门。但是，阿都哈密对该部门的性质表示质疑，因为当时公共服务局还没为该部门安排办事处，他提出这是对一马公司丑闻的调查进行掩盖的一部分。他也指出，他是因为捍卫前首相马哈迪·莫哈末被免职，而马哈迪当时是首相纳吉·阿都拉萨直言不讳的批评者。而除了阿都哈密以外，当时的马来西亚总检察长阿都干尼·巴代、警察政治部主任阿基尔·布拉特（Akhil Bulat）和马来西亚反贪污委员会专员阿布卡欣·莫哈末及其副手莫哈末·苏克里等人士也因为调查原素被免职或被调职。
10月，阿都哈密宣称一马公司案的争议已炒作成是种族主义者的阴谋论，以转移公众的注意力，目的是为了停止对案件的调查。他在10月1日致政府的信中声称，这是一种「邪恶」的策略，将犯罪问题转变为种族问题，还透过撤除总检察长阿都干尼·帕特里和以涉密政府资讯为由，下今逮捕马来西亚反贪污委员会官员以及破坏国会公共帐目委员会和政府特别工作组的调查。10月8日，他表示自从他公开一马公司案的调查情况后，让他每次公开演讲都会有危险，也失去了很多朋友和同僚的支持，但他认为这一切的牺牲都是值得，会继续努力使国家重新回到正轨。2016年，阿都哈密宣布提早退休。

### 回归警队
2018年5月9日马来西亚大选，执政党国民阵线在选举中败给马哈迪·莫哈末领导的希望联盟后，阿都哈密受到马哈迪的亲自邀请，于同年5月回归警队。希盟上台执政后，下令调查前朝政府涉及的贪污案件，阿都哈密与前总检察长阿都干尼·巴代、大马反贪会前主席阿布卡欣和反贪会主席苏克里组成一马公司案特别行动组，负责追回曾经由逃亡商人刘特佐拥有的超级游艇平靜号，以及对涉案人士采取刑事诉讼。5月21日，阿都哈密接替提前解约的时任政治部总监莫达·谢理法（Mohd Mokhtar Mohd Shariff）的职位，从23日起就任。
2019年，在内政部和马来西亚皇家警察都在考虑下一届全国总警长的候选人中，阿都哈密因对改革警察部队的承诺，受到首相马哈迪和内政部长慕尤丁的赏识。3月15日，他接替即将退休的诺拉锡·依布拉欣（Noor Rashid bin Ibrahim），担任全国副总警长，被视为是全国总警长的热门候选人。5月1日，马哈迪在布城国际会议中心（PICC）举行的劳动节庆祝活动上，宣布阿都哈密是接替即将退休的莫哈末·弗兹（Mohamad Fuzi）全国总警长职位的人选。2日后，内政部长慕尤丁也正式宣布，阿都哈密将以退休合约的形式，受委为第12任全国总警长，从5月4日生效，为期两年。

### 全国总警长

#### 追捕刘特佐
阿都哈密上任后，继续追捕一马公司案的逃亡商人刘特佐，承诺将尽快逮捕刘特佐回国，但最终未能成功。阿都哈密宣布，警方已在2019年底追踪到对方匿藏在澳门或香港地区，马来西亚对此已寻求国际刑警组织发出红色通缉令，并要求中国当局协助。同年9月，阿都哈密接受《中国报》访问时，斥责香港和澳门警方，在捉拿刘特佐时对马来西亚警方不公平。2020年9月，阿都哈密接受国营电视台一小时特别清谈节目《关怀大马：人民的和平与安全》访问时，表示澳门或香港政府在合作追捕刘特佐上并不配合，导致无法把对方带回国。阿都哈密还称，马来西亚警方与香港警方的关系也因刘特佐事情而恶化。2021年3月，阿都哈密接受媒体访问时坦言，他在任期间最大的遗憾是未能将刘特佐带回马来西亚面对审讯，并对刘特佐藏身国家的执法单位没有给予诚心的合作与配合表示失望。

#### 改革警队
阿都哈密也在任内以铁腕改革作风对警队进行大整顿，肃清警队内部的害群之马和强调廉政的重要性，希望改善警队在公众形象而受到敬重。2020年10月，阿都哈密强调不会偏袒包庇任何涉及罪案及破坏警队形象的警察，即便是警队高层也必将受对付，亦欢迎反贪会协助警方相关调查工作。2020年12月31日，阿都哈密接受《中国报》、《星洲日报》和《马来西亚前锋报》联访时坦言，警队出现一股黑势力，密谋在10至15年内掌权控制警队，他表示这些黑势力多来自二、三线的新生代警官，但已经掌握了情报，绝对不会让这些警官得逞。2021年3月17日，阿都哈密揭露，自己因铲除黑警作风遭到警队内一批年轻警官密谋推翻，并警告这些人停止这些恶心的行为，希望这些密谋夺权的年轻警官及时收手，引起关注焦点。他后来表示警队内部有小撮人欲推翻他的事件还沒需要对外举报的程度，已在进行内部处理。他也亲自主动揭发警队内部至少有34名警官涉嫌勾结有组织的犯罪集团的指控。

### 政治变天后的情况
2020年2月24日，希盟政府发生政治危机，导致政权垮台，最终由慕尤丁担任第八任马来西亚首相，带领国民联盟执掌布城政权。国盟上任后，受前朝政治委任的时任总检察长汤米汤姆斯和反贪污委员会最高专员拉蒂花相继辞职，当时流传警队总警长是下一个被撤换的人物。阿都哈密后来透露，他在政治变天后，向新任首相慕尤丁请辞提前退休，但后者对他的专业有信心，认为他的清廉能够继续改革警队，说服他继续留任全国总警长的职务，直到合约结束。慕尤丁在希盟时期担任内政部长，即是警队的部长上司，两人也已经合作多时了。
2021年4月30日，阿都哈密因委任合约到期即将卸任之际，在武吉阿曼警察总部召开最后一场记者会上，抨击时任内政部长韩沙再努丁企图以政治因素干預警队内部调度。又爆料韩沙再努丁担任内政部长后，只召开过4次由他作为主席的警察服务委员会会议，且每次开会都喝足两小时的咖啡，会议就像是一场咖啡会议，没有结果。也表示不满当今政治情况，强调了廉正的重要性，鄙视一些政治人物只醉心于权利争斗，在各政党之间跳槽明显是存在贪污行为。在整顿警队上，他比喻已清除所有阻碍的大树，让警队往后的路更容易走，提醒下一任接班人将来只需要继续用利剪，剪除一些冒起来的枝叶。并在自己还未卸任前，提前委任阿克里·沙尼是他的接班人，担心半路突然有人阻挠。他在记者会上，除了感谢前首相马哈迪·莫哈末和现任首相慕尤丁的任命，也重申退休后不会参政，而是回到家乡好好享受退休生活。

## 退休
2021年5月3日，阿都哈密在内政部副部长依斯迈莫哈末沙益的见证下（韩沙再努丁沒有出席），正式辞去全国警察总长的职务，将职责移交给阿克里·沙尼。阿都哈密在武吉阿曼新闻发布会上表示，对于他揭露内政部长涉嫌干涉警队调度的指控，他将移交给阿克里·沙尼及其官员考虑。同时对新任总警长阿克里·沙尼有信心，认为他会带领好警队。他表示将回归林茂县家乡，专注他最喜欢的园艺活动，并且不会干扰警队的管理，但他说：「除非有人试图激怒我，否则我不会四处发言」。
2022年10月17日，第15届全国大选即将开始之际，阿都哈密被列入祖国行动联盟在霹雳州的潜在候选人名单。此前该联盟主席马哈迪·莫哈末声称，他希望拉拢阿都哈密加入该阵营。不过他最终并没有参与选举。

## 观点
2021年4月23日，阿都哈密接受《中国报》独家报导时坦言，自己曾经也是因部分警察行为不当的受害者，所以加入警队后就立志要纠正所有不当行为，确保自己公正执行任务，以重建警队威信，让人民可在一支具有威望的警队里受益。他表示明白社会上充斥对警察不满的情绪，这源自过去发生太多一些警察执行警务不当或舞弊所致，让人民感到心痛，但人民基于害怕遭对付，而选择不敢批评。他了解若有人有组织性去操弄这股不满情绪，将升级为「反警察情绪」，也会对未来的警务工作带来挑战。

## 轶事
2022年6月，阿都哈密被流传在马六甲马日丹那一个公共巴刹摆档卖菜的照片，引起他本人澄清照片中的他仅是探望友人而且，并没卖菜。阿都哈密不介意别人对他退休后职业的观点。他表示只要是清真食品并且不违反法律，每个人都不应该对他们所做的任何生意和工作感到羞耻和害羞，包括在路边或市场上卖蔬菜。

## 争议

### 警察内部派系的指控
阿都哈密在担任马来西亚全国总警长期间，曾多次公开指控警队内部存在不同的派系和政治干预的问题。
2021年5月31日，全国总警长阿克里·沙尼在武吉阿曼召开的记者会上，被要求回应其前上司阿都哈密指控警队出现派系问题时，宣布警队对此采取不干预立场，将案件移交给廉正委员会（EAIC）处理，以让第三方以透明的方式调查。同年11月，内政部长韩沙再努丁在国会回应行动党蒲种国会议员哥宾星提问时，表示在经过调查后，初步否定阿都哈密宣称警队内部存在试图谋反的警官派系问题，但继续将案件交给廉正委员会（EAIC）续查。
2022年2月22日，廉正委员会（EAIC）完成调查报告，EAIC主席莫哈末·西迪（Mohd Sidek Hassan）表示，沒证据证实前警察总长阿都哈密所指称的警察内部存在派系以政治干预警队的调动指控，因为警察委员会（SPP）和警察部队的委任制度都有明确的机制，外界很难干预，而提呈晋升或调动的建议，都要经过警察总长的批准，而阿都哈密的职位由首相与国家元首委任，其任内不受到威胁。不过，内部调查发现有警察参与犯罪集团是有根据的，而警方和马来西亚反贪污委员会（MACC）对这些官员进行了调查。隔日，已经退休的阿都哈密发表文告称，EAIC对警队存在派系的调查结果，是肤浅且不正确的。他也形容EAIC主席莫哈末·西迪对警察内部系统不了解，所以才无从得知真相。EAIC于2月28日发文抨击阿都哈密针对警队存在派系问题所发表的言论，指他并没有举证证明这个说法，更直指阿都哈密没资格评论这个课题。

## 评价
斯木省华总会长兼成邦江中华总商会会长吴标生对阿都哈密揭露内政部长韩沙再努丁以政治因素干涉警队内部调度，又主动揭发警队内部警官涉嫌勾结有组织的犯罪集团的指控，是马来西亚立国58年来史无前例，也是历来唯一敢于揭露警队内部严重问题的总警长，对阿都哈密表示赞赏及敬佩。
土著团结党甲洞区部主席诺里占·阿里（Norizan Ali）质疑阿都哈密是因为未能续约才会发言揭露内政部长韩沙再努丁干涉警队，认为韩沙再努丁早在2020年3月就出任内政部长，为何阿都哈密一直保持沉默，如果阿都哈密继续担任全国总警长的职务，他会以同样的口吻说话还是赞美韩沙？并指如果阿都哈密觉得自己是一个男子汉，那就在第十五届大选中与韩沙再努丁竞争国会议席。

## 封衔
- 马来西亚 :
  -  護國有功勳章 (AMN) (1998)[39]
  -  护国功臣勋章 (JMN) (2014)[39]
  -  效忠领袖勋章 (PSM) – 丹斯里 (2019)[40]
  -  护国领袖勋章 (PMN) – 丹斯里 (2020)[41][42][43]

- 森美蘭 :
  -  森美兰效忠拿督勋章 (DPNS) – 拿督 (2013)[39]
  -   森美兰卓越效忠徽章 (SSNS) – 拿督斯里 (2019)[39][44]

- 彭亨 :
  -  彭亨王冠拿督勋章 (DIMP) – 拿督 (2007)[39][45]
- 檳城 :
  -  槟州领袖勋章 (DPPN) – 拿督斯里 (2019)[46]
- 霹靂 :
  -  霹雳英勇斯里勋章 (SPTS) – 拿督斯里邦里玛 (2019)[47][48]

### 外国封衔
- 印度尼西亞
  -  荣誉勋章（Bintang Bhayangkara Utama） (2020年12月30日)[49]